# Dr. Atl
Pour les articles homonymes, voir Atl.

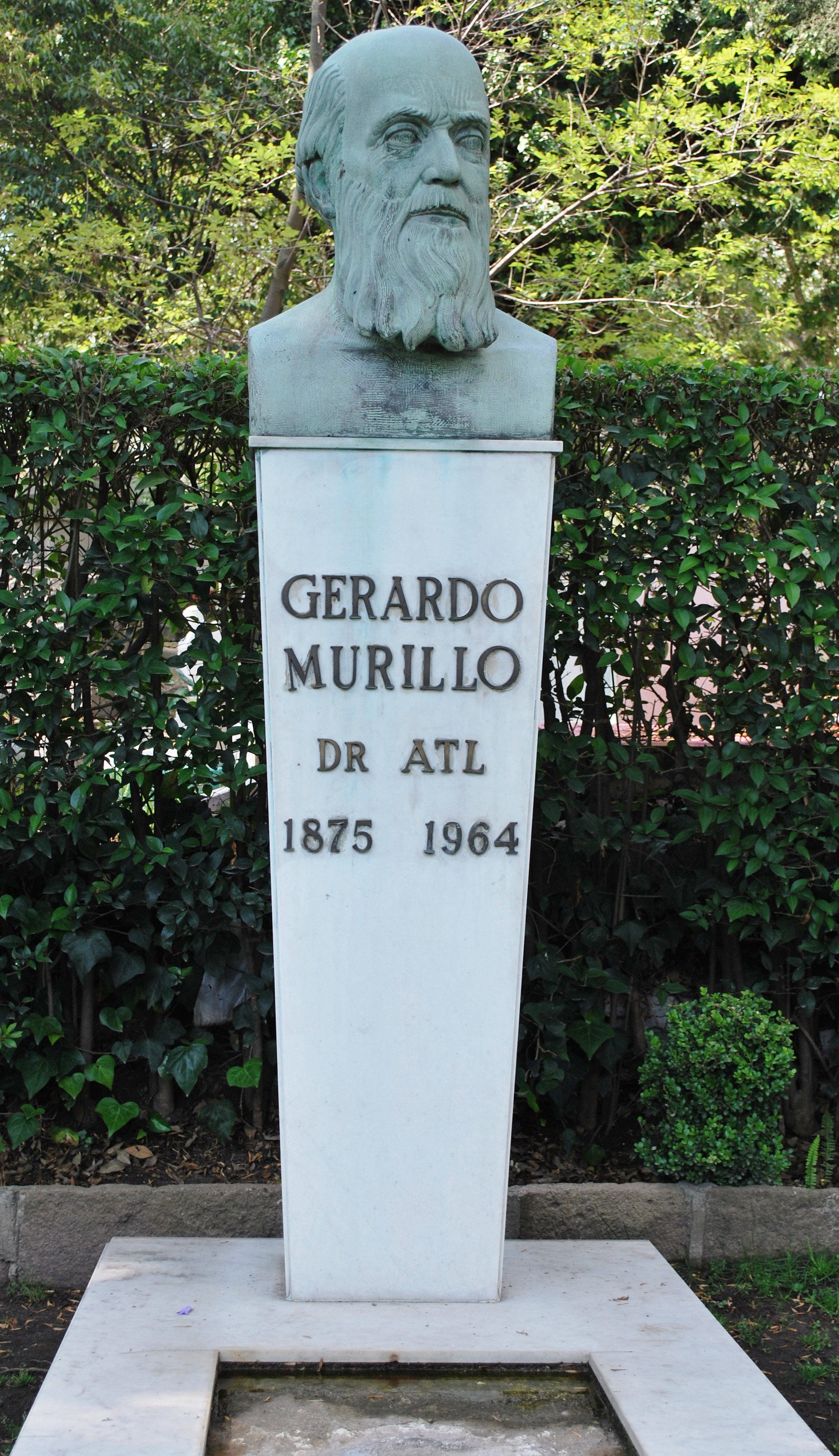
Tombe au Panteón de Dolores à Mexico.

Dr. Atl, de son vrai nom Gerardo Murillo, est un peintre mexicain né le 3 octobre 1875 à Guadalajara et mort le 15 août 1964 à Mexico.

## Biographie
Il commença à étudier la peinture à Guadalajara, avant d'entrer à l'École nationale des beaux-Arts de Mexico à 21 ans.
Quelque temps après, il obtint une bourse du président Porfirio Díaz pour continuer ses études en Europe. Ses centres d'intérêt s'élargirent : il étudia la philosophie et le droit à l'Université à Rome. Il se rendit aussi à Paris à de nombreuses occasions pour assister à des conférences sur l'art données par Henri Bergson. Son intérêt pour la politique le conduisit à collaborer avec le Parti socialiste italien et à travailler pour le journal Avanti. C'est à cette époque qu'il fut surnommé « Dr. Atl » (mot nahuatl pour eau) par le poète argentin Leopoldo Lugones.
Dr. Atl fut très actif à son retour au Mexique. Il organisa des expositions pour présenter Diego Rivera, Francisco de la Torre et Rafael Ponce de Leon.
Dr. Atl repartit ensuite à Paris, d'où il analysa les aspects politiques du Mexique. Il fonda un journal, La Vanguardia, en 1915, et écrivit sur les problèmes  sociaux et politiques. Opposé au coup d'État de Victoriano Huerta (13 février 1913, il soutint les constitutionnalistes, prônant une sorte de socialisme biblique et le progrès des arts, de la littérature et des sciences.
À partir de 1935, son militantisme en faveur du fascisme se traduit par l'écriture de nombreux livres et articles. Antisémite violent, il se réjouissait de voir les nazis gagner la guerre : curieuse fin de parcours politique pour un dénonciateur de la dictature de Huerta, un fondateur de journal, un fervent soutien de la révolution sociale et esthétique et le maître de tant d'artistes. Pourtant, Orozco, les communistes Rivera et Siqueiros, le catholique Jean Charlot maintiendront une amitié indéfectible et une longue reconnaissance à son égard.
Son amour de la nature et son goût de l'activité sont visibles dans ses nombreuses peintures de paysages. Il était très intéressé par les volcans et escalada le Popocatépetl et l'Iztaccíhuatl. Il écrivit en 1950 Cómo nace y crece un volcán, el Paricutín (« Comment naît et grandit un volcan – le Paricutín »), sur son expérience de témoin de l'éruption du Paricutín en 1943. On pense que les volcans inspirèrent le dessin de ses carreaux pour le magasin Tiffany & Co. à New York et pour le Palacio de Bellas Artes de Mexico. Ses séjours sur les volcans lui causèrent une maladie qui entraîna l'amputation d'une de ses jambes.
Ses Narraciones Extraordinarias (« Récits extraordinaires »), consacrés à la Révolution mexicaine, ont été salués comme une des meilleures œuvres littéraires sur cette période. Son livre La Perla ("La Perle"), tiré d'un conte traditionnel mexicain, a peut-être inspiré une œuvre assez proche de John Steinbeck, La Perle (1947).
Dr. Atl a reçu de nombreuses récompenses artistiques et littéraires, notamment la Médaille Belisario Domínguez (es) en 1956 et pour son travail au Palacio de Bellas Artes le Prix national des Arts en 1958. Mort à Mexico le 15 août 1964, il y a été inhumé dans la Rotonde des Personnes illustres du Panteón de Dolores (en).